# 2038
Rok 2038 / MMXXXVIII
stulecia: XX wiek ~
XXI wiek ~
XXII wiek

dziesięciolecia:
2000–2009 •
2010–2019 •
2020–2029 •
2030–2039

lata: 2028 «
2033 «
2034 «
2035 «
2036 «
2037 «
2038
 
 
 
 
 
 

## Spodziewane wydarzenia
- 19 stycznia 03:14:08 UTC – czas uniksowy przekroczy maksymalną wartość możliwą do zapisania w systemie 32-bitowym; nazywane jest to problemem roku 2038[1][2]
- 12 kwietnia – odtajnione zostaną dokumenty NSA, dotyczące programu PRISM[3]

## Wydarzenia astronomiczne
- 5 stycznia – zaćmienie Słońca z zaćmieniem obrączkowym widocznym na trasie od Kuby do Egiptu[4]
- 20 marca – równonoc wiosenna[5]
- 21 czerwca – przesilenie letnie[6]
- 2 lipca – zaćmienie Słońca z zaćmieniem obrączkowym widocznym na trasie od Ameryki Południowej do Afryki[7]
- 23 września – równonoc jesienna[8]
- 21 grudnia – przesilenie zimowe[9]
- 26 grudnia – zaćmienie Słońca z zaćmieniem całkowitym widocznym z Australii, Nowej Zelandii i Oceanu Spokojnego

## Święta ruchome
Chrześcijaństwo
- Tłusty czwartek: 4 marca
- Ostatki: 9 marca
- Popielec: 10 marca
- Niedziela Palmowa: 18 kwietnia
- Wielki Czwartek: 22 kwietnia
- Wielki Piątek: 23 kwietnia
- Wielka Sobota: 24 kwietnia
- Wielkanoc: 25 kwietnia (najpóźniejsza możliwa data, poprzednia taka miała miejsce w roku 1943, a następna będzie w 2190)
- Poniedziałek Wielkanocny: 26 kwietnia
- Wniebowstąpienie Pańskie: 6 czerwca
- Zesłanie Ducha Świętego: 13 czerwca
- Boże Ciało: 24 czerwca[10]

Islam
- Aszura: 14 lutego[11]
- ramadan: 29 września – 28 października[12]